# Adriana Paz
Adriana Paz (Ciudad de México, 13 de enero de 1980) es una actriz mexicana de cine, televisión y teatro. Es la primera mexicana en ganar el premio a mejor actriz en el Festival de Cannes por su actuación en la película Emilia Pérez, el cual le fue otorgado junto a sus coprotagonistas. También ha sido
ganadora de 3 premios Ariel por sus interpretaciones. Nominada al Premio Goya en 2017 por su interpretación en la cinta El Autor.  Por otro lado, es reconocida por la popularidad que le dio su rol como Altagracia, de Vis a vis.

## Biografía
Estudió Literatura Dramática y Teatro en la Universidad Nacional Autónoma de México. Durante sus estudios universitarios, comenzó a actuar en algunas obras de teatro de carácter semi-profesional. Al graduarse de la Facultad de Filosofía y Letras de la UNAM, se trasladó a Barcelona, España, donde estudió en la Estudi de Dansa Montserrat de Tarrangona, al tiempo en que participó en la obra de teatro “Entre las manos”; así como en comerciales para la televisión española. 
Su trayectoria comprende más de 25 películas, entre largometrajes y cortometrajes. Ha trabajado con directores como Carlos Cuarón y Carlos Carrera. En 2013 participó en su primer papel protagonista en  Las horas muertas del director Aarón Fernández Lesur. Esta interpretación le valió el premio a Mejor Actriz en el Festival Internacional de Cine de Morelia, de 2013.
En 2018 fue una de las incorporaciones a la serie de FOX TV Vis a Vis donde interpreta a Altagracia, una de las protagonistas de su tercera y cuarta temporada.

## Filmografía

### Películas
| Año  | Título                 | Rol                           | Notas                                                                         | Ref.   |
| ---- | ---------------------- | ----------------------------- | ----------------------------------------------------------------------------- | ------ |
| 2007 | Todos los besos        | Carmen                        |                                                                               | [ 3 ]  |
| 2008 | Rudo y Cursi           | Toña                          | Nominada – Premio Ariel a la mejor actriz de reparto                          | [ 4 ]  |
| 2009 | Backyard: El Traspatio | Hilda                         |                                                                               | [ 4 ]  |
| 2009 | Not Forgotten          | Criada embarazada             |                                                                               | [ 4 ]  |
| 2009 | Un mexicano más        | Chiquis                       |                                                                               | [ 5 ]  |
| 2010 | El mar muerto          | Julia                         |                                                                               | [ 6 ]  |
| 2012 | 4 Maras                | La Guillo                     |                                                                               | [ 6 ]  |
| 2012 | Morelos                | Simona                        |                                                                               | [ 4 ]  |
| 2012 | Un mundo para Raúl     | Madre de Raúl                 | Student Academy Award Winner                                                  |        |
| 2013 | Las horas muertas      | Miranda                       | Mejor actriz del Festival Internacional de Cine de Morelia                    | [ 4 ]  |
| 2013 | Elysium                | —                             |                                                                               | [ 7 ]  |
| 2014 | La Tirisia             | Cheba                         | Premio Ariel a la mejor actriz                                                | [ 4 ]  |
| 2014 | Hilda                  | Hilda                         | Mejor coactuación femenina                                                    | [ 4 ]  |
| 2015 | Spectre                | Mujer mexicana en el ascensor |                                                                               | [ 4 ]  |
| 2015 | Las Aparicio           | Adriana                       | Film adaptation of the TV series Las Aparicio                                 | [ 8 ]  |
| 2016 | La Caridad             | Eva                           | Premio Ariel a la mejor coactuación                                           | [ 6 ]  |
| 2017 | Casi una gran estafa   | Maripaz                       |                                                                               | [ 9 ]  |
| 2017 | El autor               | Irene                         | Nominada – Premio Goya a mejor actriz revelación                              | [ 6 ]  |
| 2023 | Uno para morir         | Teresa Torres                 |                                                                               |        |
| 2024 | Emilia Pérez           | Epifania                      | Premio a 'Mejor actriz' del Festival de Cannes, junto a otras coprotagonistas | [ 10 ] |

### Series
| Año         | Título                | Papel                    | Cadena            | Episodios    |
| ----------- | --------------------- | ------------------------ | ----------------- | ------------ |
| 2010        | Capadocia             | Ramona                   | HBO Latin America | 1 episodio   |
| 2011        | El encanto del águila | Natividad                | Las Estrellas     | 1 episodio   |
| 2015        | La rosa de Guadalupe  | Varios personajes        | Las Estrellas     | 3 episodios  |
| 2016        | Dios Inc.             | María Elena              | HBO Latin America | 4 episodios  |
| 2018 - 2019 | Vis a vis             | Altagracia Guerrero      | FOX España        | 15 episodios |
| 2020        | Perdida               | Angelita Moreno Guerrero | Antena 3          | 11 episodios |
| 2020        | Coyote                | Mujer del cantin         | CBS               | 10 episodios |
| 2022        | La rebelión           | Ivonne                   | Vix+              |              |
| 2023        | El colapso            | Soledad                  | Vix+              |              |
| 2024        | Sangre llama sangre   | María                    | Claro Video       |              |

## Premios y Nominaciones

### Premios Ariel
| Año  | Categoría                  | Película     | Resultado |
| ---- | -------------------------- | ------------ | --------- |
| 2009 | Mejor Coactuación Femenina | Rudo y Cursi | Nominada  |
| 2015 | Mejor Actriz               | La tirisia   | Ganadora  |
| 2016 | Mejor Coactuación Femenina | Hilda        | Ganadora  |
| 2017 | Mejor Coactuación Femenina | La caridad   | Ganadora  |

### Premios Goya
| Año  | Categoría               | Película | Resultado |
| ---- | ----------------------- | -------- | --------- |
| 2018 | Mejor Actriz Revelación | El autor | Nominada  |

### Círculo de Escritores Cinematográficos
| Año  | Categoría               | Película | Resultado |
| ---- | ----------------------- | -------- | --------- |
| 2018 | Mejor Actriz Revelación | El autor | Nominada  |

### Festival Internacional de Cine de Morelia
| Año  | Categoría             | Película          | Resultado |
| ---- | --------------------- | ----------------- | --------- |
| 2013 | Mejor Actriz Mexicana | Las horas muertas | Ganadora  |

Festival de Cannes
| Año  | Categoría    | Película     | Resultado                                          | Ref.   |
| 2024 | Mejor Actriz | Emilia Pérez | Ganadora, junto al resto de actrices protagonistas | [ 10 ] |